# Пульсуючий повітряно-реактивний двигун

Пульсуючий повітряно-реактивний двигун

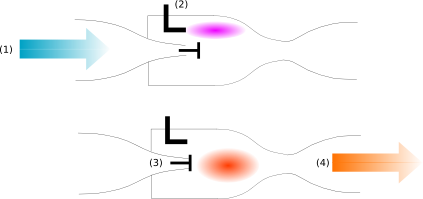
Схема пульсуючого повітряно-реактивного двигуна (ПуПРД): 1 — повітря; 2 — пальне; 3 — клапанна решітка; за нею — камера згоряння; 4 — вихідне (реактивное) сопло

pV-діаграма циклу Хамфрі

Пульсуючий повітряно-реактивний двигун (ПуПРД) — варіант повітряно-реактивного двигуна з періодичною подачею в камеру згоряння пального та повітря через систему вхідних клапанів. Камера згоряння обладнана довгим циліндричним вихідним соплом.
Цикл роботи ПуПРД складається з наступних фаз:
- Клапани відкриваються та в камеру згоряння надходить повітря та паливо, утворюється повітряно-паливна суміш.
- Суміш підпалюється за допомогою іскри свічки запалювання. Утворений надлишковий тиск закриває клапан.
- Гарячі продукти згоряння виходять через сопло, створюючи реактивну тягу та технічний вакуум у камері згоряння.

## Історія
ПуПРД був винайдений 19 жовтня 1864 року російським винахідником Миколою Телешовим, який отримав патент на проєкт літака з пульсуючим повітряно-реактивним двигуном. Німецькі конструктори, які проводили широкий пошук альтернатив поршневим авіаційним двигунам ще напередодні Другої Світової війни, не обійшли увагою цей винахід, який тривалий час залишався непотрібним. Найбільш відомим літальним апаратом (та єдиним серійним) з ПуПРД став німецький літак-снаряд Фау-1 з двигуном Argus As-014 виробництва фірми Argus-Werken. Головний конструктор Фау-1 Роберт Люссер обрав для нього ПуПРД не заради ефективності (поршневі авіаційні двигуни тієї епохи мали кращі характеристики), а, головним чином, через простоту конструкції та малі затрати праці на виготовлення, що було виправдано при масовому виробництві одноразових снарядів, серійно випущених за неповний рік (з червня 1944 по березень 1945) у кількості більш ніж 30000 одиниць.

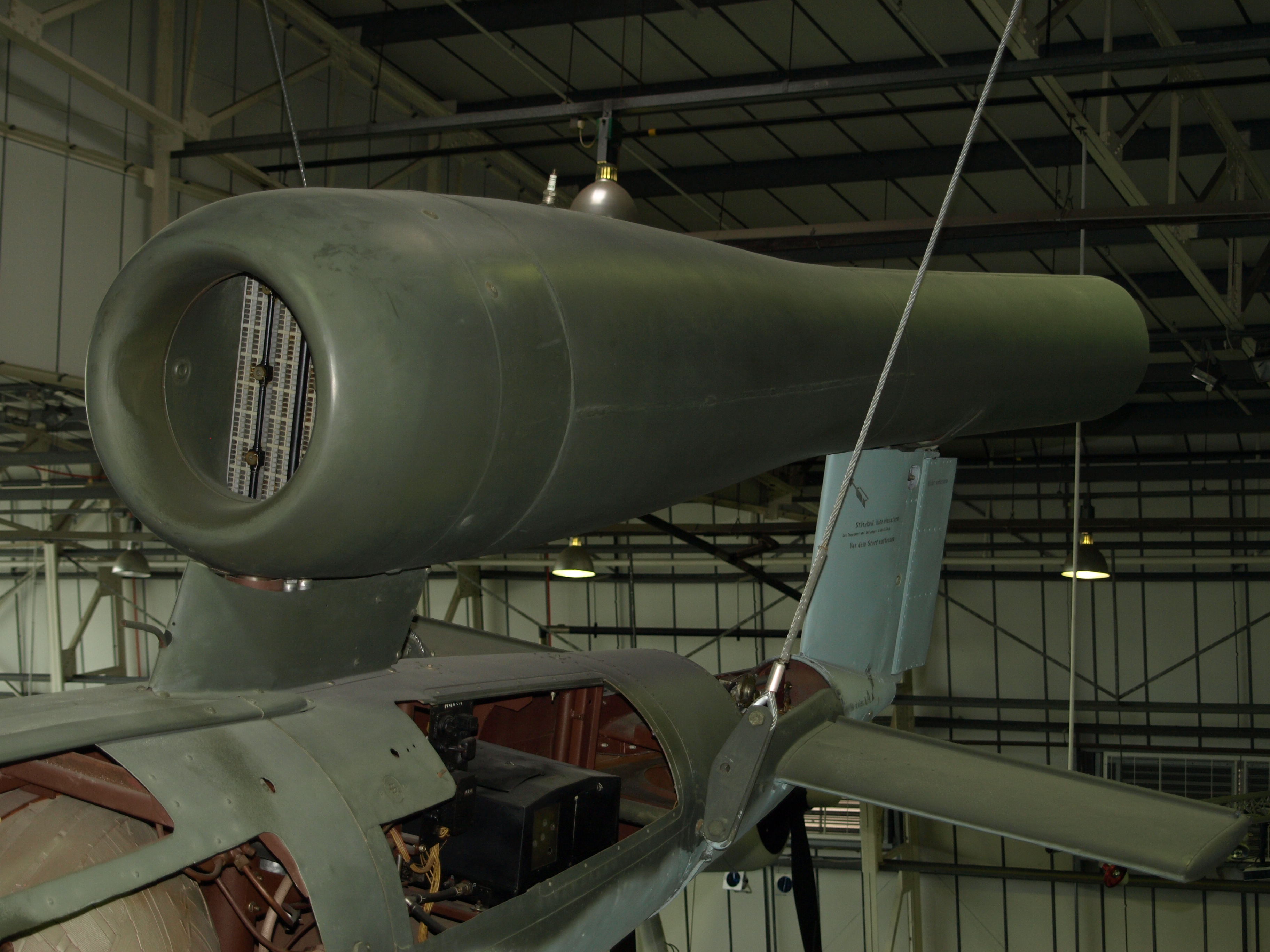
Двигун Фау-1 - Argus As-014

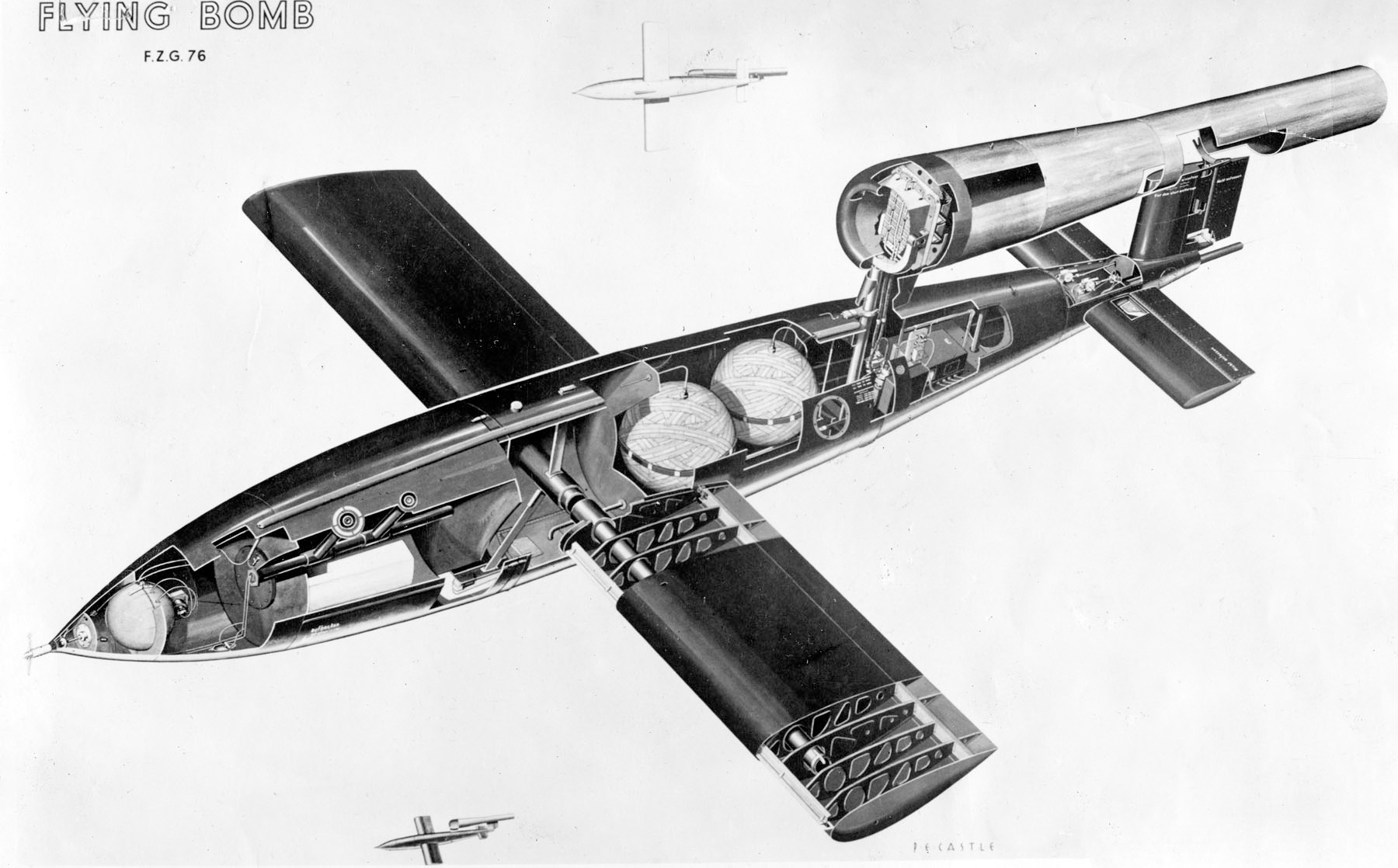
Фау-1

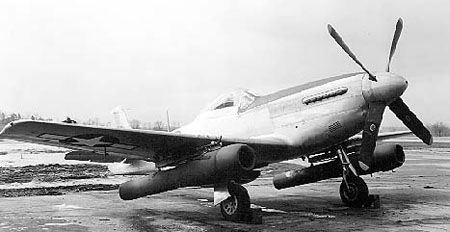
Випробування американського Мустанга P-51 з ПуПРД

Після Другої світової війни результати цих розробок зацікавили Радянський Союз, де в 1942 році В.М.Челомеєм був створений перший у СРСР пульсуючий повітряно-реактивний двигун, який встановлювався на низці літальних апаратів.
Дослідження у галузі пульсуючих повітряно-реактивних двигунів проводилися також у Франції (компанія SNECMA) та у США (Pratt & Whitney, General Electric). Було розроблено ряд дослідних та експериментальних зразків.
Основний конструктивний недолік ракет полягав у недосконалості інерціальної системи наведення, точність якої вважалася доброю, якщо ракета з дальністю у 150 кілометрів попадала у квадрат зі сторонами 3 кілометри. Це призвело до того, що з бойовим зарядом на основі звичайної вибухової рідини ці ракети мали низьку ефективність (ядерні заряди на той час мали ще занадто велику масу). Хоча ПуПРД має великий питомий імпульс у порівнянні з іншими ракетними двигунами, але поступається за цим показником турбореактивним двигунам. Істотним обмеженням є також те, що ПуПРД вимагає попереднього розгону до робочої швидкості 100 м/с, а його використання обмежено швидкістю близько 250 м/с. Коли з’явилися компактні ядерні заряди, вже була відпрацьована конструкція ефективніших турбореактивних двигунів. Тому пульсуючі повітряно-реактивні двигуни не отримали широкого розповсюдження.

## Принцип дії та устрій ПуПРД

### Принцип дії
Пульсуючий повітряно-реактивний двигун (ПуПРД, англомовний термін Pulse jet), як виходить з його назви, працює у режимі пульсації, його тяга розвивається не безперервно, як у ППРД або ТРД, а у вигляді серії імпульсів, які слідують один за одним з частотою від десятків герц (для великих двигунів) до 250 Гц (для малих двигунів), призначених для авіамоделей. Серійний ПуПРД Argus As-014 ракети Фау-1, що вироблявся у Німеччині (1944–1945рр), працював на частоті пульсацій близько 45 Гц.
Конструктивно ПуПРД являє собою циліндричну камеру згоряння з довгим циліндричним соплом меншого діаметра. Передня частина камери з'єднана з вхідним дифузором, через який повітря надходить до камери.
Між дифузором та камерою згоряння встановлений повітряний клапан, що працює під впливом різниці тисків у камері та на виході дифузору: коли тиск у дифузорі перевищує тиск у камері, клапан відкривається та пропускає повітря у камеру; при зворотному співвідношенні тисків він закривається.

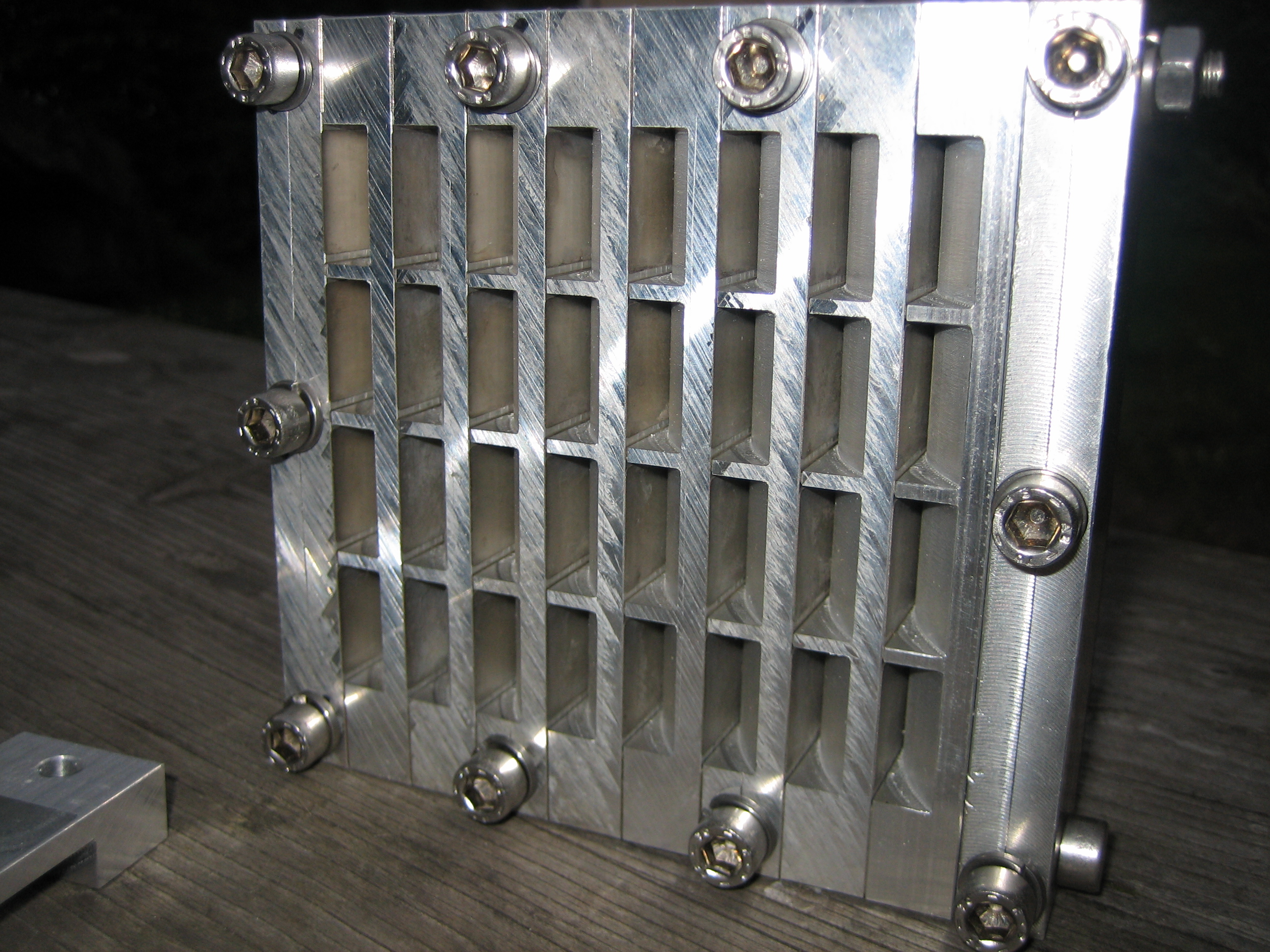
Блок вхідних клапанів

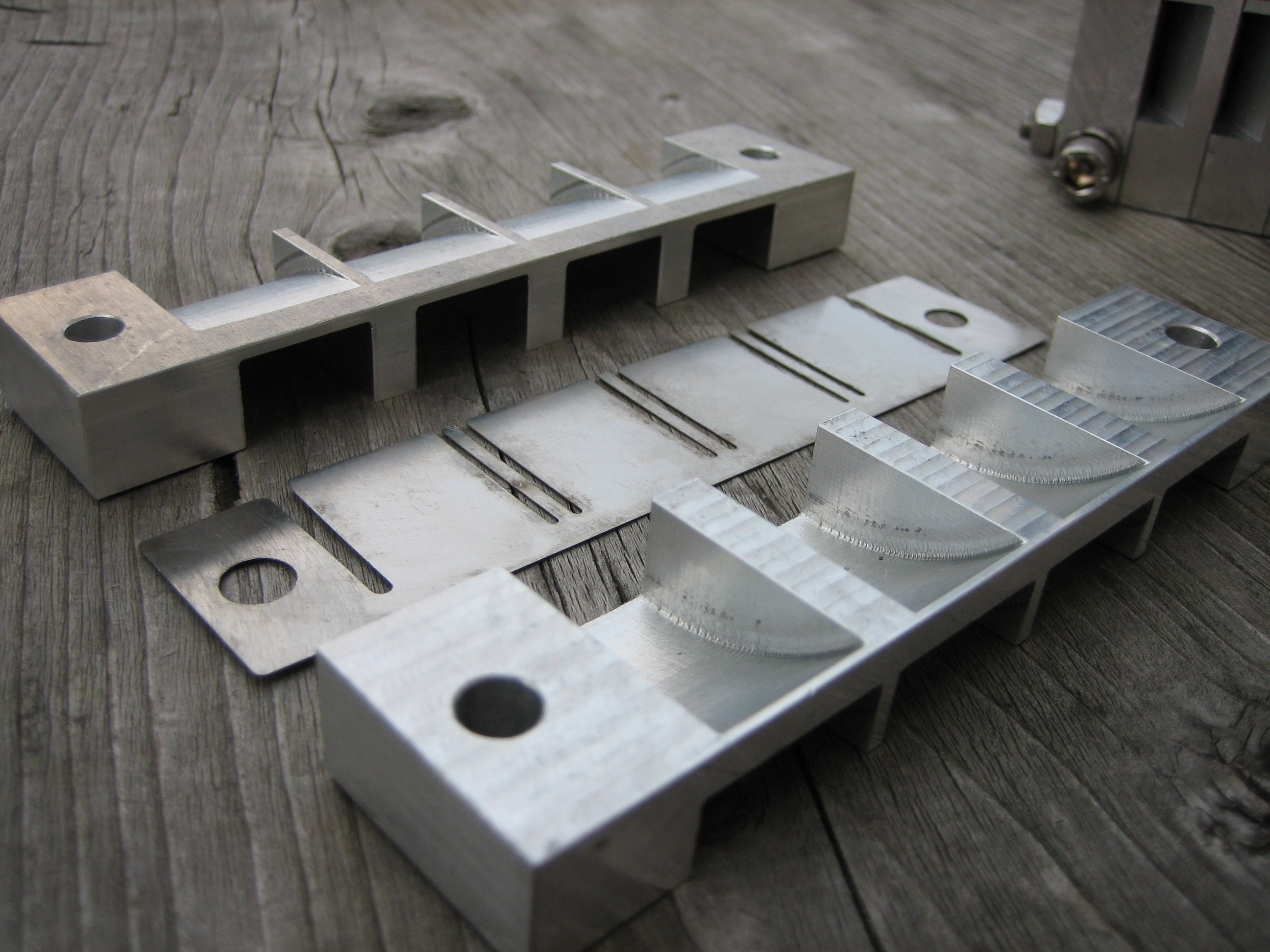
Гнучкі прямокутні клапанні платівки

Клапан може мати різну конструкцію: у двигуні Argus As-014 ракети Фау-1 він мав форму та діяв на зразок віконних жалюзі та складався з наклепаних на раму гнучких прямокутних клапанних платівок з пружинної сталі; у малих двигунах він виглядає як платівка у формі квітки з радіально розташованими клапанними платівками у вигляді кількох тонких пружних металевих пелюстків, притиснутих до основи клапану у закритому положенні, які відгинаються від основи під дією тиску у дифузорі, коли той перевищує тиск у камері. Перша конструкція набагато досконаліша — створює мінімальний спротив потоку повітря, але набагато складніше у виробництві.
У передній частині камери є одна або кілька паливних форсунок, які вприскують паливо у камеру, поки тиск наддуву у паливному баці перевищує тиск у камері; при збільшеному тиску у камері тиску наддуву, зворотний клапан у паливному тракті перекриває подавання пального. Примітивні малопотужні конструкції нерідко працюють без вприску палива, подібно поршневому карбюраторному двигуну. Для пуску двигуна у цьому випадку звичайно використовують зовнішнє джерело стисненого повітря.
Для ініціювання процесу горіння у камері встановлюється свіча запалювання, яка створює високочастотну серію електричних розрядів, та паливна суміш запалюється, як тільки концентрація пального у ній досягає деякого, достатнього для запалювання, рівня. Коли оболонка камери згоряння достатньо прогрівається (звичайно, через кілька секунд після початку роботи великого двигуна, або через долі секунди — малого; без охолодження потоком повітря, сталеві стінки камери згоряння швидко нагріваються до червоного кольору), електрозапалювання взагалі стає непотрібним: паливна суміш спалахує від гарячих стінок камери.
Під час роботи ПуПРД утворює дуже характерний дрижачий звук, обумовлений пульсаціями під час його роботи.

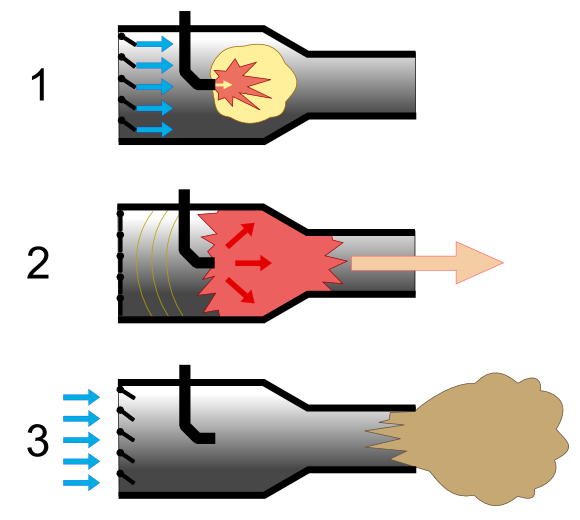
Схема роботи ПуПРД

Цикл роботи ПуПРД ілюструється рисунком праворуч:
- 1. Повітряний клапан відкритий, повітря надходить у камеру згоряння, форсунка вприскує пальне, та у камері утворюється паливна суміш.
- 2. Паливна суміш запалюється та згоряє, тиск у камері згоряння різко збільшується та зачиняє повітряний клапан та зворотний клапан у паливному тракті. Продукти згоряння розширюються та витікають з сопла, створюючи реактивну тягу.
- 3. Тиск у камері вирівнюється с атмосферним, під напором повітря у дифузорі повітряний клапан відкривається та повітря починає потрапляти у камеру, паливний клапан також відкривається, двигун переходить до фази 1.

Уявна близькість ПуПРД та ППРД (можливо, виникаюча через подібність абревіатур назв) — помилкова. Насправді ПуПРД має глибокі, принципові відмінності від ППРД або ТРД:
- По-перше, наявність у ПуПРД повітряного клапану, призначенням якого є запобігання зворотного руху робочого тіла уперед за ходою руху апарату (що звело би нанівець реактивну тягу). У ППРД і ТРД цей клапан не потрібний, оскільки зворотному руху робочого тіла у тракті двигуна перешкоджає «бар'єр» тиску на вході у камеру згоряння, створений під час стиснення робочого тіла. У ПуПРД початкове стиснення занадто мале, а необхідне для здійснення роботи підвищення тиску у камері згоряння досягає завдяки нагріванню робочого тіла (під час спалення пального) у постійному об'ємі, обмеженому стінками камери, клапаном, та інерцією газового стовпа у довгому соплі двигуна. Тому ПуПРД з точки зору термодинаміки теплових двигунів відноситься до іншої категорії, ніж ППРД або ТРД — його робота описується циклом Гамфрі (англ. Humphrey cycle), у той час як робота ППРД та ТРД описується циклом Брайтона.
- По-друге, пульсуючий, переривчастий характер роботи ПуПРД також вносить суттєві відмінності у порівнянні з ПРД безперервної дії. Для пояснення роботи ПуПРД недостатньо розглядати тільки газодинамічні та термодинамічні процеси, які відбуваються у ньому. Двигун працює у режимі автоколивань, які синхронізують у часі роботу усіх його елементів. На частоту цих автоколивань впливають інерційні характеристики усіх частин ПуПРД, у тому числі інерція газового стовпа у довгому соплі двигуна, та час розповсюдження по ньому акустичної хвилі. Збільшення довжини сопла призводить до зниження частоти пульсацій та навпаки. При певній довжині сопла досягається резонансна частота, при якій автоколивання стають стійкими, а амплітуда коливань кожного елемента — максимальною. Під час розробки двигуна ця довжина підбирається експериментально під час випробувань та доведення.

Іноді кажуть, що функціонування ПуПРД при нульовій швидкості руху апарату неможливо — це помилкове уявлення, при всякому випадку, воно не може бути розповсюдженим на всі двигуни цього типу. Більшість ПуПРД (на відміну від ППРД) може працювати, «стоячи на місці» (без набігаючого потоку повітря), хоча тяга, яка ним досягається в цьому режимі, мінімальна (та звичайно недостатня для старту апарату без сторонньої допомоги — тому, наприклад, Фау-1 запускали з парової катапульти, літака, при цьому ПуПРД починав стійко працювати ще до пуску.
Функціонування двигуна у цьому випадку пояснюється наступним чином. Коли тиск у камері після чергового імпульсу знижується до атмосферного, рух газу у соплі за інерцією триває, та це призводить до зниження тиску у камері до рівня нижче атмосферного. Коли повітряний клапан відкривається під дією атмосферного тиску (на що також потрібний деякий час), у камері вже створене достатнє розрідження, щоб двигун міг «вдихнути свіжого повітря» у кількості, необхідній для продовження наступного циклу..
Ракетні двигуни окрім тяги характеризуються питомим імпульсом, який є показником ступеню досконалості або якості двигуна. Цей показник є також мірою економічності двигуна. У наведеній нижче діаграмі у графічній формі показані верхні значення цього показника для різних типів реактивних двигунів, в залежності від швидкості польоту, вираженої у формі числа Маха, що дозволяє бачити область застосування кожного типу двигуна.
ПуПРД — Пульсуючий повітряно-реактивний двигун, ТРД — Турбореактивний двигун, ППРД — Прямоточний повітряно-реактивний двигун, ГППРД — Гиперзвуковий прямоточний повітряно-реактивний двигун
Двигуни характеризують рядом параметрів:
- питома тяга — відношення утворюваної двигуном тяги до масового споживання палива;
- питома тяга за вагою — відношення тяги двигуна до ваги двигуна.

На відміну від ракетних двигунів, тяга яких не залежить від швидкості руху ракети, тяга повітряно-реактивних двигунів (ВРД) сильно залежить від параметрів польоту — висоти та швидкості. Поки не вдалося створити універсальний ПРД, тому ці двигуни розраховують під певний діапазон робочих висот та швидкостей. Як правило, розгон ПРД до робочого діапазону швидкостей здійснюється самим носієм або стартовим прискорювачем.
| Характеристика                          | РДТТ         | РРД          | ПуПРД   | ТРД         | ППРД  | ГППРД |
| --------------------------------------- | ------------ | ------------ | ------- | ----------- | ----- | ----- |
| Робочий діапазон швидкостей, число Маха | не обмежений | не обмежений | 0.3-0.8 | 0-3         | 1.5-5 | >5    |
| питома тяга, м/с                        | 2000-3000    | 2000-4000    | ~7000   | 15000-30000 |       |       |
| питома тяга за вагою                    | нема         | ~100         |         | ~10         |       |       |

### Інші пульсуючі ПРД

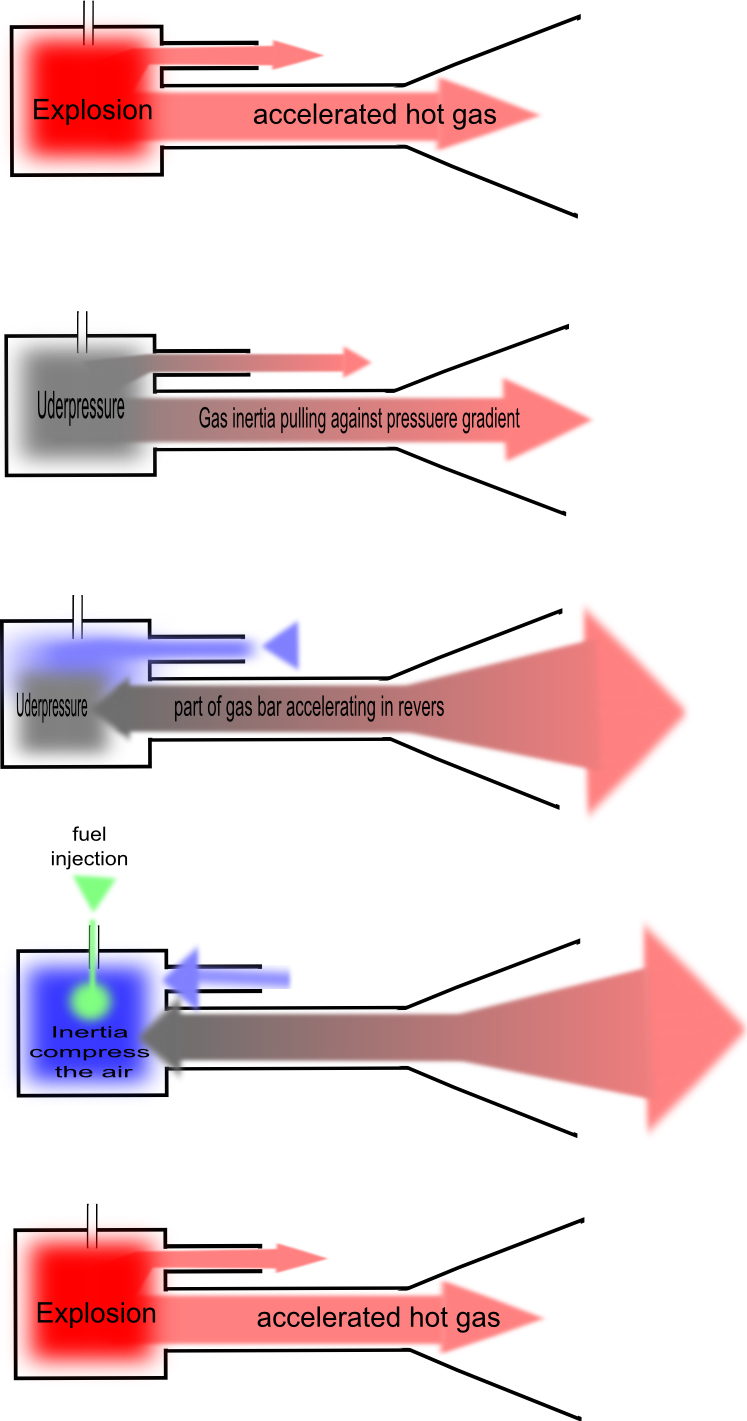
Безклапанний ПуПРД

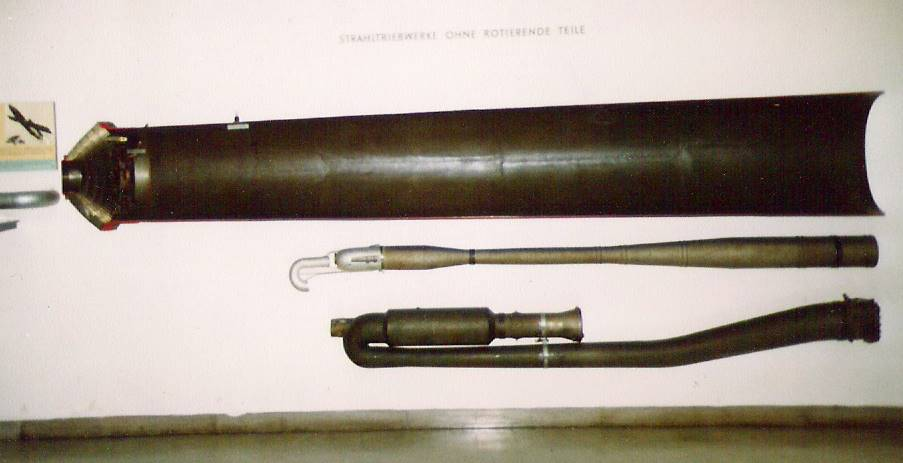
Зразки безклапанних (U-подібних) ПуПРД

У літературі зустрічається опис двигунів, подібних ПуПРД. 

- Безклапанні ПуПРД, інакше — U-подібні ПуПРД. В цих двигунах немає механічних повітряних клапанів, а щоб зворотний рух робочого тіла не призводив до зменшення тяги, тракт двигуна виконується у формі латинської літери «U», кінці якої обернені назад за ходою руху апарату, при цьому витік реактивного струменю відбувається одразу з обох кінців тракту. Прихід свіжого повітря у камеру згоряння здійснюється за рахунок хвилі розрідження, яка виникає після імпульсу, та «вентилюючої» камери, форма якої служить для найкращого виконання цієї функції. Відсутність клапанів дозволяє позбутися характерного недоліку клапанного ПуПРД — їх низької довговічності (на літаку-снаряді Фау-1 клапани прогоряли приблизно після півгодини польоту, цього було досить для виконання його бойових завдань, але абсолютно неприйнятно для апарату багаторазового використання).

- Детонаційні ПуПРД. (англомовна назва PDE) В цих двигунах горіння паливної суміші відбувається у режимі детонації (на відміну від дефлаграції, яка виникає під час горіння паливно-повітряних сумішей в усіх ПРД, які розглянуті вище). Детонаційна хвиля розповсюджується у паливній суміші набагато швидше, ніж звукова, тому під час хімічної реакції детонаційного горіння об’єм паливної суміші не встигає суттєво збільшитися, а тиск різко збільшується (до значень більш ніж 100 ат), таким чином відбувається ізохорічне (при постійному об’ємі) нагрівання робочого тіла. Після цього починається фаза розширення робочого тіла у соплі з утворенням реактивного струменю. Детонаційні ПуПРД можуть бути як з клапанами, так і без них.

Потенційною перевагою детонаційного ПуПРД вважається термічний ККД більш високий, ніж у ПРД будь-якого іншого типу. Практична реалізація цього двигуна знаходиться у стадії експерименту.

### Галузь застосування ПуПРД

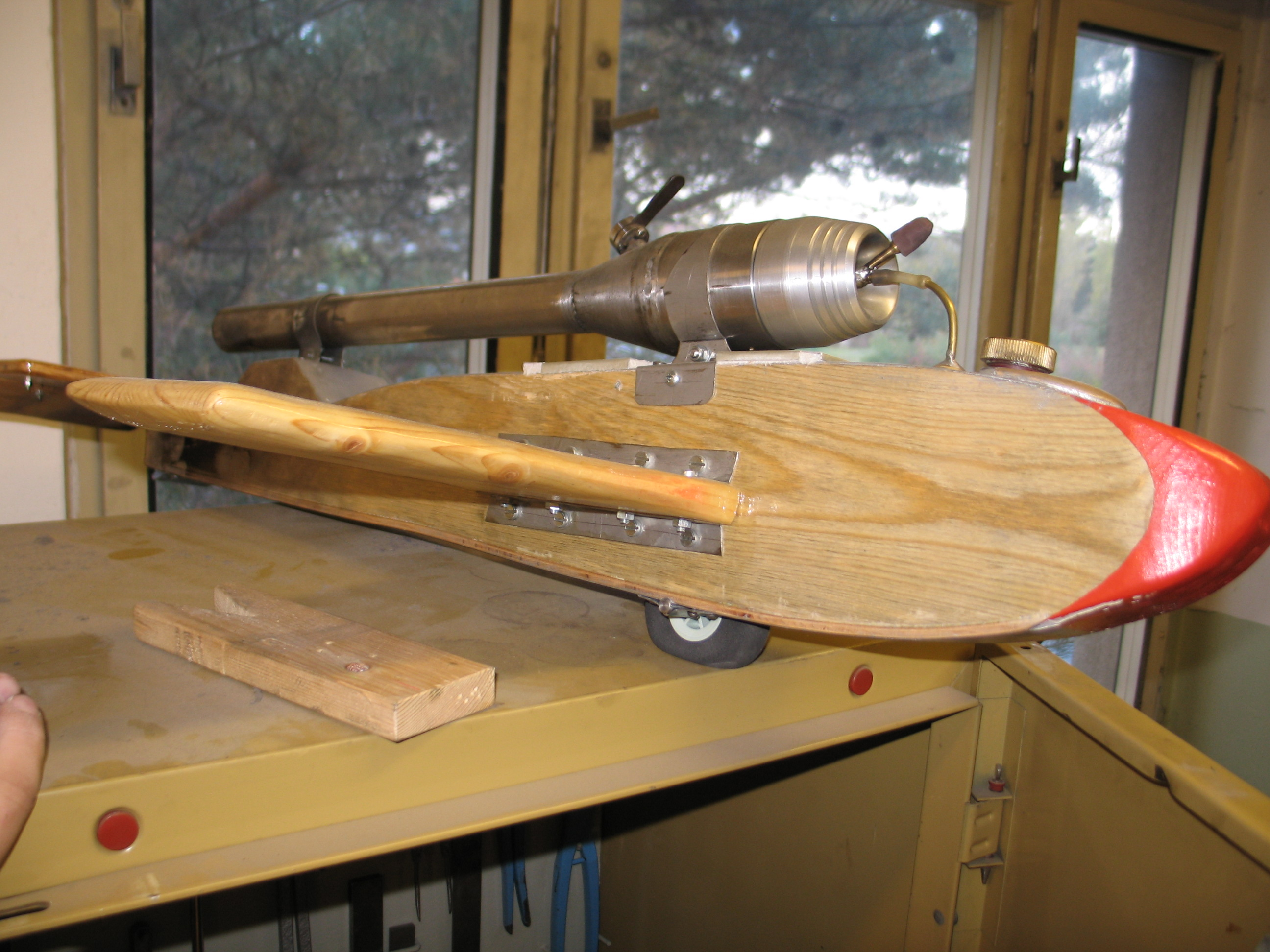
Авіамодель з ПуПРД

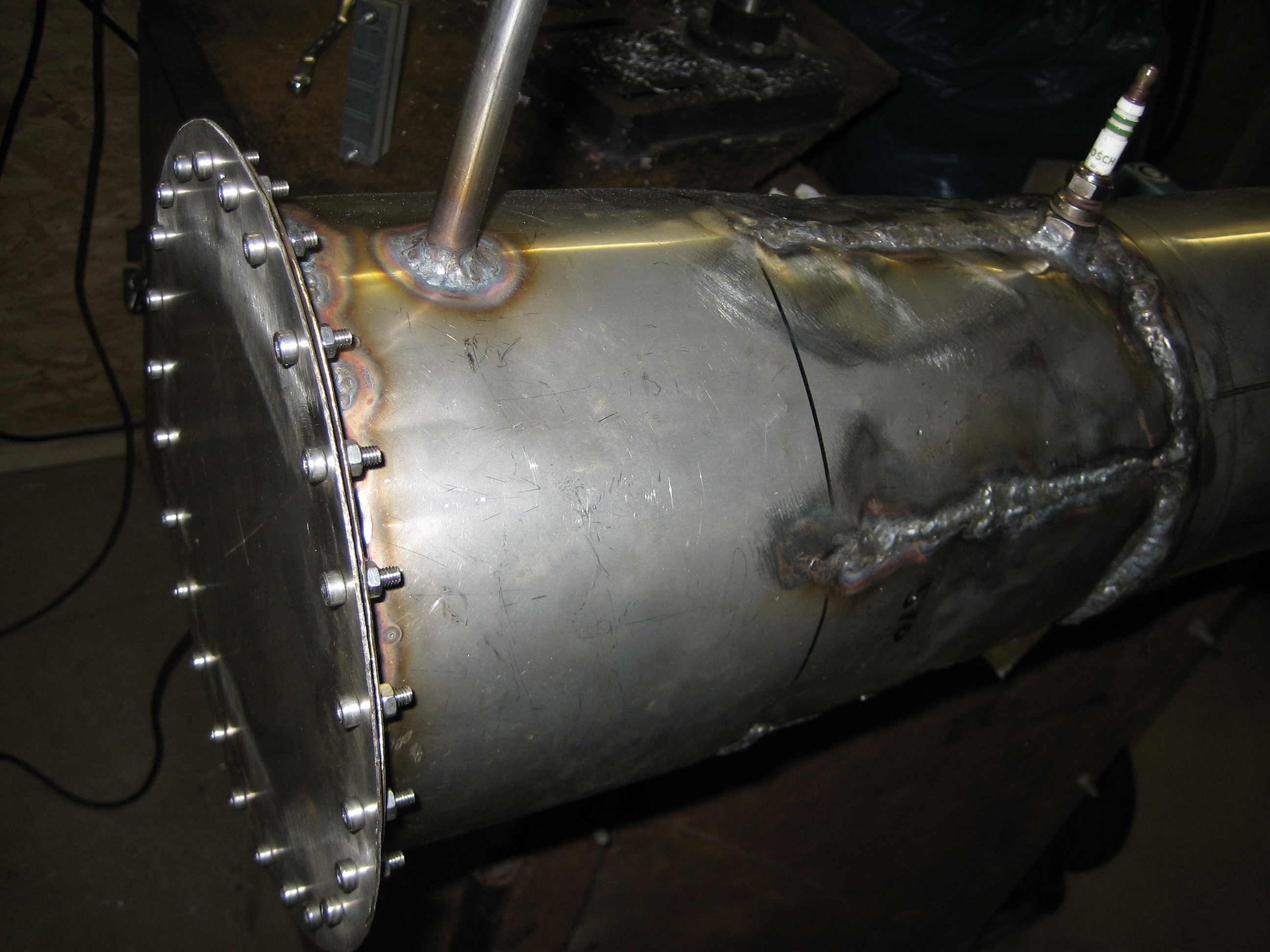
Саморобний двигун з нержавіючої сталі

ПуПРД характеризується як шумний та неекономний, але простий та дешевий. Високий рівень шуму та вібрацій є наслідком пульсуючого режиму його роботи. Про неекономний характер використання палива свідчить великий факел з сопла ПуПРД — наслідок неповного згоряння палива у камері.
Порівняння ПуПРД з іншими авіаційними двигунами дозволяє досить точно визначити галузь його застосування.
ПуПРД в багато разів дешевше у виробництві, ніж газотурбінний або поршневий ДВЗ, тому при одноразовому застосуванні він виграє економічно (зрозуміло, за умови, якщо він «порається» з їх роботою). Під час тривалої експлуатації апарату багаторазового використання, ПуПРД програє економічно цим же двигунам через надлишкове споживання палива.
За простотою та дешевизною ППРД практично не поступається ПуПРД, але на швидкостях менших 0,5М він непрацездатний. На більш високих швидкостях, ППРД переважає за ефективністю ПуПРД (при зачиненому клапані різко збільшується лобовий спротив ПуПРД та на близьких до звукових швидкостях він «з’їдає» майже усю тягу, утворену цим двигуном).
Клапанні, також як і безклапанні ПуПРД мають розповсюдження у аматорській авіації та авіамоделюванні, завдяки простоті та дешевизні, є також комерційні фірми, які виробляють для цієї мети ПуПРД та клапани до них (запчастина, яка швидко зношується).

## Відео
- PULSEJET 1 SPAIN на YouTube
- Dynajet Pulsejet Engine Overview & Starting на YouTube
- ThermalPulse 180 - 18 Valveless Pulsejet High Throttlel на YouTube
- 700lb thrust twin pulsejet на YouTube
- V1 Argus Pulsejet what a sound на YouTube
- Jim's Valveless Pulsejet Engine на YouTube
- Pulsejet dragster на YouTube
- V1 launching на YouTube
- V1 plus size pulsejet engine на YouTube

Шаблон:Двигуни